# As Neves
As Neves (ou Nieves) (Les Neiges), anciennement Setados, est une commune de la province de Pontevedra, en Galice, Espagne.
Jusqu'à 1904, la commune s'appelait Setados et le chef-lieu de la commune était située dans la paroisse de Santa Eugenia de Setados.
Depuis 1981 la commune s'appelle désormais As Neves, Nieves étant la forme en castillan.

## Géographie
Le fleuve Minho marque au sud la frontière avec le Portugal.

## Paroisses
- Batallanes (Santa Eulalia)
- Cerdeira (San Juan)
- Liñares (Santa María)
- As Neves (Santa María)
- Rubiós (San Juan)
- Ribarteme (San Cipriano)
- Batalláns (San Pedro)
- Ribarteme (San José)
- Ribarteme (Santiago)
- Setados (Santa Eugenia)
- Taboeja (Santa María)
- Tortoreos (Santiago)
- Vide (Santa María)

## Personnalités
- Míchel Salgado, footballeur espagnol

## Autres
Un gisement préhistorique lithique acheuléen a été découvert en 2005 à proximité, à Porto Maior.